# Djuptjärnen (Piteå socken, Norrbotten, 727112-171845)
Djuptjärnen är en sjö i Piteå kommun i Norrbotten och ingår i Lillpiteälvens huvudavrinningsområde.